# Mark Schwahn
Mark Schwahn föddes 5 juli 1966 och är uppväxt i Pontiac i delstaten Illinois i USA. Han är främst känd för att ha skapat och producerat TV-serien One Tree Hill (OTH). Han är också manusförfattare till filmen Coach Carter.

## Melrose Place Spin-Off
Mark Schwahn var den främste kandidaten att skriva manuset till den nya spin-offen på Melrose Place efter att CBS Paramount TV annonserade att man ville göra serien i slutet av oktober 2008. Schwahn skrev ett tvåårskontrakt i början av oktober 2008 med CBS Paramount, men kontraktet startade inte förrän i juni 2009. Till dess hade han kontrakt med Warner Bros. TV, där han ledde arbetet med "OTH". I hans avtal står det att han måste fortsätta som exklusiv producent och show runner om WBTV bestämmer sig för att fortsätta med en sjunde säsong.